# Ulva (Sakhalín)
Ulva (en rus: Ульва) és un poble de l'óblast de Sakhalín, a Rússia, el 2013 tenia una població de 0 habitants. Pertany al districte municipal de Tímovskoie.